# Climacium americanum
Climacium americanum är en bladmossart som beskrevs av Bridel 1812. Climacium americanum ingår i släktet Climacium och familjen Climaciaceae. Inga underarter finns listade i Catalogue of Life.